# Catutosaurus
Catutosaurus is een geslacht van de Ichthyosauria dat tijdens de late Jura leefde in het gebied van het huidige Argentinië. De enige benoemde soort is Catutosaurus gaspariniae.

## Naamgeving
Begin jaren tachtig werd in de El Ministerio-groeve bij het dorp Los Catutos in de Andes door mijnwerkers het skelet gevonden van een jonge ichthyosauriër. Een zekere José M. Jalil schonk het aan het Museo Provincial de Ciencias Naturales “Prof. Dr. Juan A. Olsacher”. Dat leende het weer uit aan het Museo de La Plata waar het geprepareerd werd. In 1988 wees Zulma Gasparini het toe aan Ophthalmosaurus monocharactus Appleby 1956, zelf naar huidige inzichten een jonger synoniem van Ophthalmosaurus icenus. Maisch & Matzke wezen het in 2000 toe aan een Aegirosaurus sp., maar dat werd door latere onderzoekers betwijfeld. Omdat het exemplaar een van de best bewaarde ichthyosauriërs is uit Zuid-Amerika werd het opnieuw bestudeerd, waarbij men tot de conclusie kwam dat het een heel nieuw taxon vertegenwoordigde.
In 2021 werd de typesoort Catutosaurus gaspariniae benoemd en beschreven door Marta S. Fernández, Lisandro Campos, Erin E. Maxwell en Alberto Carlos Garrido. De geslachtsnaam verwijst naar Los Catutos. De soortaanduiding eert Gasparini.
Het holotype, MOZ-PV-1854, is gevonden in een laag van de Los Catutos-afzetting van de Vaca Muerta-formatie die dateert uit het Tithonien. Het bestaat uit een skelet met schedel. Het is bewaard in twee blokken. Een omvat de schedel en de voorste romp, de ander de achterste ruggenwervels, voorste staartwervels en ribben. De wervelkolom is aanwezig tot en met de drieënveertigste wervel. Het linkeropperarmbeen is gedeeltelijk bewaard. Het rechteropperarmbeen is nog zichtbaar als een afdruk. Het individu vertegenwoordigt een jong dier.
Twee specimina zijn toegewezen. MOZ-PV-7260 werd gevonden bij Cerro Lotena. De precieze vondstomstandigheden zijn niet langer bekend. Het bestaat uit een snuit inclusief de neusgaten. MOZ-PV-103 werd eind jaren tien door studenten van de Universidad Nacional del Sur gevonden bij Pampa Tril en gedoneerd aan het MOZ. Het bestaat uit een snuit met voorste onderkaken. De toegewezen exemplaren zijn wat oudere individuen dan het holotype.

## Beschrijving
Het individu van het holotype moet minder dan twee meter lang zijn geweest. De toegewezen exemplaren waren wat groter.
De beschrijvers wisten enkele onderscheidende kenmerken vast te stellen. Het betreft een unieke combinatie van op zich niet unieke kenmerken. Het neusbeen heeft een naar beneden uitstekende scherpe spoor op de bovenrand van het neusgat, die bijna de opgaande tak van het bovenkaaksbeen raakt. De processus narialis van de praemaxilla is gereduceerd of afwezig. De processus subnarialis is goed ontwikkeld en vormt de onderrand van een voorste lobje van het neusbeen. Het bovenkaaksbeen raakt het traanbeen onder het neusgat niet. Er is een opvallende uitholling op het bovenvlak van de neusbeenderen. De schedel achter de oogkassen is in grootte gereduceerd. De tandkronen zijn scherp gepunt met subtiele lengtegroeven. Het opperarmbeen heeft vier distale facetten voor het contact met een extra onderarmbeen vóór het spaakbeen, het spaakbeen, de ellepijp en een extra onderarmbeen achter de ellepijp. Het intermedium is zeshoekig, distaal twee distale carpalia rakend. De polsbeenderen, middenvoetsbeenderen en bovenste vingerkootjes staan dicht op elkaar gepakt.
De neergaande spoor van het neusbeen verdeelt het neusgat in twee lobvormige openingen; de voorste is horizontaal gericht, de achterste verticaal. De praemaxilla draagt ongeveer tien tanden. De ongeveer achttien tanden in het bovenkaaksbeen zijn delicaat gebouwd en puntig. Ze hebben een lengte tot zeventien millimeter. De achterste twee of drie tanden zijn veel kleiner. De tanden in het dentarium van de onderkaak staan in een tandgroeve. De tanden tonen weinig slijtage, wat wijst op een dieet van zachte prooien. Het aantal vingers is bekend.

## Fylogenie
Catutosaurus is basaal in de Ophthalmosauridae geplaatst, boven Baptanodon. In het kader daarvan werd een nieuwe clade Panplatypterygiine benoemd, waar Catutosaurus buiten zou vallen.